# Baojun 630

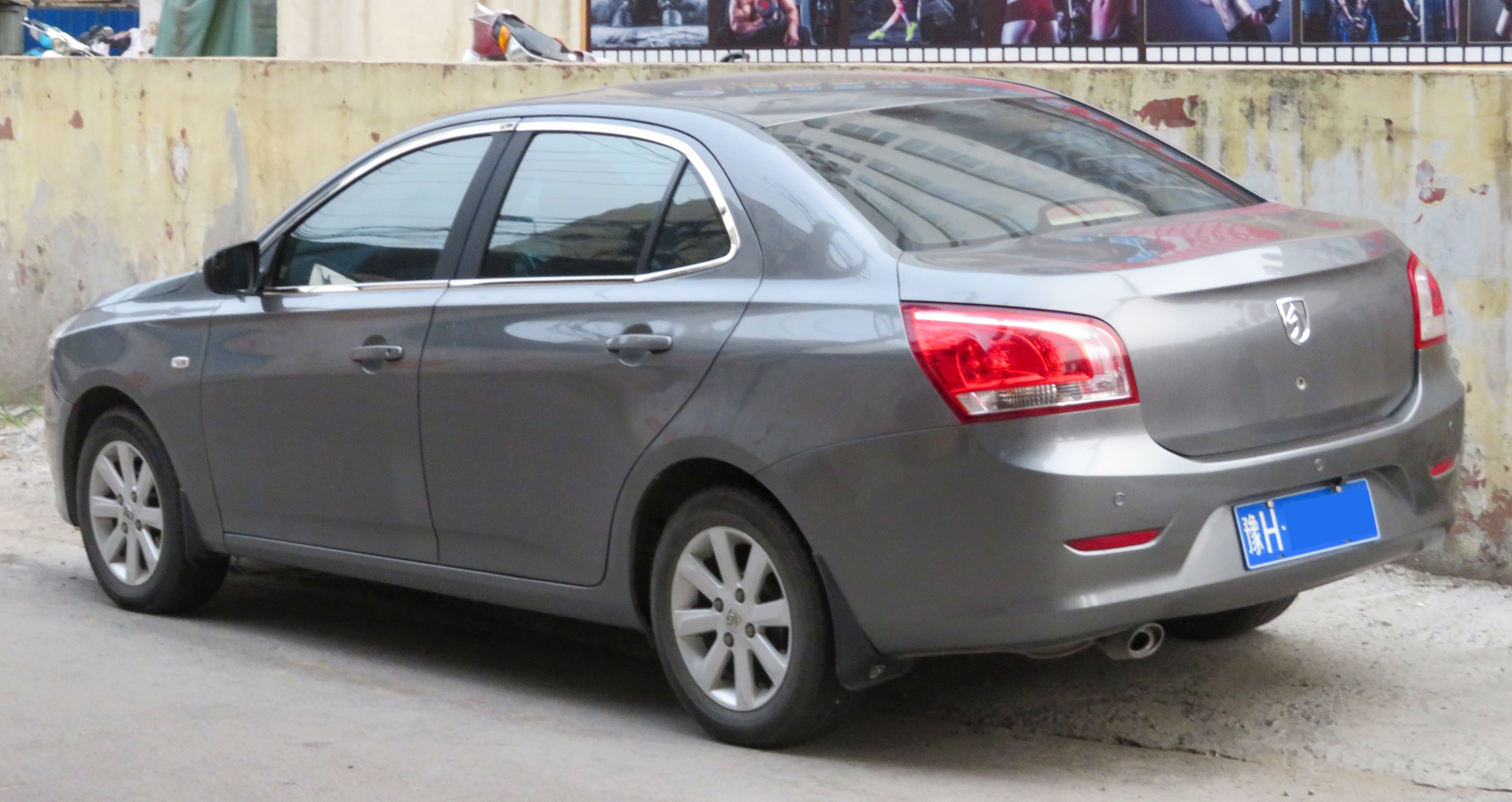
Heckansicht

Der Baojun 630 ist ein Pkw-Modell, das gemeinsam von General Motors und dem chinesischen Konzern SAIC entwickelt und von 2011 bis 2019 unter der Marke Baojun vertrieben wurde.

## Geschichte
Das erste Fahrzeug wurde am 22. November 2010 im SGMW-Werk in Liuzhou gefertigt. Formal erstmals öffentlich gezeigt wurde es auf der Auto Shanghai 2011.
Die Schrägheck-Version 610 kam im April 2014 auf den Markt. Ebenfalls 2014 kam in Ägypten und Algerien der auf dem Baojun 630 basierende Chevrolet Optra.
Ab Anfang 2016 wurde das Fahrzeug mit einem Facelift verkauft.

## Hintergrund
Das Fahrzeug ist das Ergebnis einer für China neuen Form der Zusammenarbeit zwischen den heimischen und internationalen Herstellern. Das Besondere daran ist, dass ein komplettes Fahrzeug speziell für den dortigen Markt entwickelt wurde, im Gegensatz zu den bisherigen Anpassungen in diesem Bereich, die sich auf optische Merkmale und die Ausstattung beschränkten. Entscheidend ist vor allem ein wesentlich niedrigerer Preis als bei eigentlich für westliche Märkte entwickelten Fahrzeugen. So kostet der Baojun 630 dann auch mit 62.800 RMB (etwa 8300 €) nur wenig mehr als die Hälfte eines ähnlich großen Chevrolet Cruze J300 (dessen Preis bei 108.900 RMB beginnt). Hierdurch soll das Modell direkt mit Modellen einheimischer Hersteller konkurrieren – etwa mit den in Größe und Preis vergleichbaren BYD F3 und Great Wall Voleex C30, die zu den meistverkauften einheimischen Modellen gehören. Diese Strategie erweist sich als relativ erfolgreich, sodass in den ersten zwei Monaten 2012 in China 17.023 Baojun 630 verkauft wurden, was den 38. Platz bedeutete.
Diese Form der Kooperation ist allerdings nicht unumstritten, da die ausländischen Hersteller hierfür nur ein eigentlich älteres Modell nehmen müssen – der Baojun 630 basiert Gerüchten zufolge auf dem 2004 eingeführten Buick Excelle, der auf dem Chevrolet Nubira basiert, – und dieses mit einer moderneren Karosserie versehen. Aus der Mitarbeit an einem solchen Projekt können die chinesischen Hersteller daher nichts über aktuelle Fahrzeugtechnik lernen; helfen andererseits aber den ausländischen Herstellern, den Designgeschmack der Chinesen besser zu verstehen und ein Fahrzeug zu entwickeln, das die ohnehin praktisch nur über den Preis konkurrenzfähigen chinesischen Hersteller weiter schwächt.

## Sicherheit
Beim 2012 durchgeführten C-NCAP-Crashtest erhielt das Fahrzeug eine Gesamtwertung von vier aus fünf möglichen Sternen.

## Antrieb
Einzig erhältlicher Motor war ein 1,5-Liter-Ottomotor, der seine Leistung, die maximal 82 kW beträgt, entweder über das serienmäßige Fünfgang-Schaltgetriebe oder das optionale Sechsgang-Automatikgetriebe an die Vorderräder überträgt.

## Technische Daten
|                                            | 1.5                        |
| ------------------------------------------ | -------------------------- |
| Bauzeitraum                                | 2011–2019                  |
| Motorkenndaten                             |                            |
| Motorart                                   | Ottomotor                  |
| Motorbauart                                | Reihen-Vierzylindermotor   |
| Motoraufladung                             | —                          |
| Gemischaufbereitung                        | Saugrohreinspritzung       |
| Anzahl Ventile pro Zylinder                | 4                          |
| Ventilsteuerung                            | DOHC                       |
| Verdichtungsverhältnis                     | 10,2 : 1                   |
| Hubraum                                    | 1485 cm³                   |
| max. Leistung bei min−1                    | 82 kW (112 PS) / 5800      |
| max. Drehmoment bei min−1                  | 146 Nm / 3600–4000         |
| Kraftübertragung                           |                            |
| Antrieb, serienmäßig                       | Vorderradantrieb           |
| Getriebe, serienmäßig                      | 5-Gang-Schaltgetriebe      |
| Getriebe, optional                         | [6-Gang-Automatikgetriebe] |
| Messwerte                                  |                            |
| Höchstgeschwindigkeit                      | 175 km/h [170 km/h]        |
| Beschleunigung, 0–100 km/h                 | 12,5 s [13,2 s]            |
| Kraftstoffverbrauch auf 100 km, kombiniert | 6,3 l Super [7,3 l Super]  |
| Tankinhalt                                 | 54 l                       |